# Astrothalamus reticulatus
Astrothalamus reticulatus är en nässelväxtart som först beskrevs av Hugh Algernon Weddell, och fick sitt nu gällande namn av Charles Budd Robinson. Astrothalamus reticulatus ingår i släktet Astrothalamus och familjen nässelväxter. Inga underarter finns listade i Catalogue of Life.